# Campeonato Mundial de Atletismo Sub-20 de 2018 - Revezamento 4x100 m masculino
A prova do revezamento 4 x 100 metros masculino do Campeonato Mundial de Atletismo Sub-20 de 2018 ocorreu entre os dias 13 e 14 de julho no Estádio de Tampere  em Tampere, na Finlândia. 

## Recordes
Antes desta competição, os recordes mundiais e do campeonato nesta prova eram os seguintes:
|     | Nacionalidade  | Tempo | Local    | Data                |
| --- | -------------- | ----- | -------- | ------------------- |
| WJR | Estados Unidos | 38.66 | Grosseto | 18 de julho de 2004 |
| CR  | Estados Unidos | 38.66 | Grosseto | 18 de julho de 2004 |
| WJL | África do Sul  | 39.33 | Boksburg | 28 de abril de 2018 |

## Medalhistas
| Ouro                                                                              | Prata                                                                                 | Bronze                                                                            |
| Estados Unidos · Eric Harrison · Anthony Schwartz · Austin Kratz · Micah Williams | Jamaica · Xavier Nairne · Christopher Taylor · Jhevaughn Matherson · Michael Stephens | Alemanha · Lucas Ansah-Peprah · Marvin Schulte · Milo Skupin-Alfa · Luis Brandner |

## Cronograma
Todos os horários são locais (UTC+2).
| Data        | Hora  | Evento  |
| ----------- | ----- | ------- |
| 13 de julho | 18:30 | Bateria |
| 14 de julho | 16:40 | Final   |

## Resultados

### Bateria
Qualificação: Os 2 primeiros de cada bateria (Q) e os 2 tempos mais rápidos (q). 
| Posição | Bateria | Nacionalidade     | Atletas                                                                                 | Tempo       | Notas    |
| ------- | ------- | ----------------- | --------------------------------------------------------------------------------------- | ----------- | -------- |
| 1       | 2       | Alemanha          | Lucas Ansah-Peprah Marvin Schulte Milo Skupin-Alfa Luis Brandner                        | 39.13       | Q        |
| 2       | 3       | Japão             | Satoru Fukushima Daisuke Miyamoto Koki Ueyama Keigo Yasuda                              | 39.18       | Q        |
| 3       | 3       | Estados Unidos    | Joseph Anderson Jared Hayes Austin Kratz Micah Williams                                 | 39.49       | Q        |
| 4       | 3       | Trinidad e Tobago | Kion Benjamin Carlon Hosten David Pierce Tyrell Edwards                                 | 39.67       | q        |
| 5       | 2       | Jamaica           | Jhevaughn Matherson Michael Stephens Xavier Nairne Orlando Bennett                      | 39.68       | Q        |
| 6       | 1       | Itália            | Francesco Libera Lorenzo Paissan Mario Marchei Lorenzo Patta                            | 39.75       | Q        |
| 7       | 1       | Chéquia           | Stanislav Jíra Štepán Hampl Matej Krsek Daniel Vejražka                                 | 39.91       | Q        |
| 8       | 3       | Espanha           | Juan González Jesús Gómez Joan Martínez Sergio López                                    | 39.99(.984) | q        |
| 9       | 2       | Polónia           | Szymon Woźniak Damian Sztejkowski Rafał Pająk Artur Łęczycki                            | 39.99(.989) |          |
| 10      | 2       | Finlândia         | Jesse Väyrynen Santeri Örn Konsta Alatupa Tommi Mäkinen                                 | 40.26       |          |
| 11      | 1       | Irlanda           | Conor Morey David McDonald Jack Dempsey Aaron Sexton                                    | 40.51       |          |
| 12      | 2       | Grécia            | Christos Papadopoulos Evangelos Kaikis Sotirios Komianos Gravvanis Sotirios Gkaragkanis | 40.78       |          |
| 13      | 1       | Hungria           | Dominik Illovszky Zoltán Wahl Milán Pisch Dániel Eszes                                  | 40.84       |          |
| 14      | 3       | Bahamas           | Correy Sherrod Denvaughn Whymns Oscar Smith Adrian Curry                                | 40.85       |          |
| 15      | 3       | Turquia           | Furkan Yıldırım Aşkın Sadi Aşkın Mustafa Onur Sadıkoğlu Emrah Bozkurt                   | 40.87       |          |
| 16      | 1       | Ucrânia           | Andriy Avramenko Erik Kostrytsya Oleksandr Pyrogov Andriy Vasylevskyy                   | 41.09       |          |
| 17      | 3       | Índia             | Prajwal Mandanna Akash Kumar Balakumar Nithin P.S. Saneesh                              | 41.11       |          |
| 18      | 1       | Catar             | Abdelaziz Mohamed Saoud Al Humaidi Jaber Al Mamari Owaab Barrow                         | 41.35       |          |
| 19      | 1       | Reino Unido       | Dominic Ashwell Chad Miller Michael Olsen Kaie Chambers-Brown                           | DNF         |          |
| 19      | 1       | Austrália         | Joshua Azzopardi Thomas Agnew Harrison Hunt Jake Doran                                  | DNF         |          |
| 19      | 2       | África do Sul     | Silusapho Dingiswayo Malesela Senona Gabriel Louw Thembo Monareng                       | DSQ         | 163.3(a) |
| 20      | 2       | Arábia Saudita    |                                                                                         | DNS         |          |

### Final
A prova final foi realizada no dia 14 de julho às 16:40. 
| Posição           | Raia | Nacionalidade     | Atletas                                                               | Tempo | Notas                |
| ----------------- | ---- | ----------------- | --------------------------------------------------------------------- | ----- | -------------------- |
| Medalha de ouro   | 4    | Estados Unidos    | Eric Harrison Anthony Schwartz Austin Kratz Micah Williams            | 38.88 | WJL                  |
| Medalha de prata  | 7    | Jamaica           | Xavier Nairne Christopher Taylor Jhevaughn Matherson Michael Stephens | 38.96 | NJR                  |
| Medalha de bronze | 5    | Alemanha          | Lucas Ansah-Peprah Marvin Schulte Milo Skupin-Alfa Luis Brandner      | 39.22 |                      |
| 4                 | 3    | Japão             | Satoru Fukushima Daisuke Miyamoto Koko Ueyama Keigo Yasuda            | 39.23 |                      |
| 5                 | 8    | Chéquia           | Stanislav Jíra Štepán Hampl Matej Krsek Daniel Vejražka               | 39.75 | Recorde da temporada |
| 6                 | 1    | Espanha           | Juan González Pol Retemal Joan Martinez Sergio López                  | 39.86 | Recorde da temporada |
| 7                 | 2    | Trinidad e Tobago | Kion Benjamin Carlon Hosten Timothy Frederick Tyrell Edwards          | 39.87 |                      |
|                   | 6    | Itália            | Francesco Libera Lorenzo Paissan Mario Marchei Lorenzo Patta          | DNF   |                      |

Legenda
| Recorde mundial       | Recorde mundial (World record)               |                       | Recorde africano                      | Recorde africano (African) |                                           | Q | Classificado por posição (Qualified) |
| Recorde do campeonato | Recorde do campeonato (Championship record)  | Recorde da América    | Recorde da América (Americas)         | q                          | Classificado por melhor tempo (Qualified) |   |                                      |
| Melhor marca do ano   | Melhor marca do ano (World leading)          | Recorde asiático      | Recorde asiático (Asian)              | DNS                        | Não largou (Did not start)                |   |                                      |
| Recorde nacional      | Recorde nacional (National record)           | Recorde europeu       | Recorde europeu (European)            | DNF                        | Não terminou (Did not finish)             |   |                                      |
| Recorde pessoal       | Recorde pessoal do atleta (Personal best)    | Recorde da Oceania    | Recorde da Oceania (Oceania)          | DSQ / DQ                   | Desclassificado (Disqualified)            |   |                                      |
| Recorde da temporada  | Recorde da temporada do atleta (Season best) | Recorde sul-americano | Recorde sul-americano (South America) | NM                         | Sem marca (No mark)                       |   |                                      |